# 鳥山英雄
鳥山 英雄（とりやま ひでお、1924年6月 - ）は日本の物理学者、理学博士、植物生理学、生体電位と地震前兆学の国際権威学者。日本現役活動している最長老の生物生理学者の一人、生物理学評論家、東京女子大学名誉教授。

## 経歴
1949年3月北海道大学理学部植物学科卒業。1950年4月東京女子大学文理学部助手。その後専任講師、助教授を経て、1962年4月教授。1959年12月理学博士（旧制）。1969〜1970年米国オハイオ大学客員教授。1986〜1991年国際研究センター“BeforeDay”（防災科学研究所、在ナポリ）の客員研究員。

## 学術受賞
- 1991年6月ArteperlaVita（メダル）受賞
- 1991年9月PremioInternazionaleMediteraneoD’Oro（国際地中海金賞）受賞
- 1991年12月PremioInternazionale“VitadiArtista”（学芸に関する国際賞）受賞
- 2002年4月叙勲、勲三等瑞宝章受章[1]

## 学会
- 日本地震学会会員
- 日本地震前兆会会長
- 日本検証学研究学会名誉会長

## 著書
- 人間生物学－生命と環境　開成出版刊
- 樹木・大地・地震―植物生理学と地球物理学の学際序説 出版社: 丸善プラネット  (2008年12月)
- ネムの木は地震を予知する (ゴマブックス) 出版社: ごま書房 (1992年6月)
- 生命・科学・信仰―生物学者の思索と随想 出版社: 南窓社 (1990年1月)

## 論文
- 1978年宮城県沖地震の前後におけるネムノキの異常電位 [検索@G] [検索@A]
- ネムノキと地震予知 [検索@G] [検索@A]
- ネムノキの地震予知 [検索@G] [検索@A]
- 植物と地震予知 [検索@G] [検索@A]
- ネムノキの生体電位測定による地震予知（1）トチノキとの比較 [検索@G] [検索@A]
- ネムノキの生体電位測定による地震予知（2）1980年伊豆東方沖地震前の異状電位 [検索@G] [検索@A]
- 1978年宮城県沖地震の際におけるネムノキの異常電位 地震予知研究への一資料 [検索@G] [検索@A]
- Anomalous Potential of the Albizzia Plant in the Field during the 1978 Miyagi ken oki Earthquake A report for earthquake prediction [search@G] [search@A]
- ネムノキの生体電位測定による地震予知（3）−−雷および火山活動の影響−− [検索@G] [検索@A]
- ネムノキの生体電位測定による地震予知研究（4）−−1980年3月12日房総半島南東沖地震の事例−− [検索@G] [検索@A]
- 地震前における野外植物の異常電位 特に1978年伊豆・大島近海地震,1978年宮城県沖地震に関して [検索@G] [検索@A]
- 植物の生体電位変化 [検索@G] [検索@A]
- 1983日本海中部地震の際における野外植物の異常電位 [検索@G] [検索@A]
- ネムノキの生体電位測定による地震予知研究 （5）1983年日本海中部地震前の異常電位変化 [検索@G] [検索@A]
- 1994 [search@G] [search@A]
- 1994年8月北海道東方沖地震群と樹木（けやき）の生体電位異常 [検索@G] [検索@A]
- Anomalous tree potential during the east off Hokkaido earthquakes in August, 1994 [search@G] [search@A]
- 1995年9月.10月伊豆群発地震時における樹木の電位変化 [検索@G] [検索@A]
- Tree potential during the period of Izu earthquake swarm, 1995 [search@G] [search@A]
- The new measurement system of earth potential using two trees [search@G] [search@A]
- 2000年10月の鳥取西部地震の前における樹木の異常電位変化について [検索@G] [検索@A]
- Anomalous bioelectric potentials of Ulmus tree prior to Tottori earthquake in Oct, 2000 [search@G] [search@A]
- 2000年10月の鳥取西部地震の前における樹木の異常電位変化について [検索@G] [検索@A]
- Anomalous bioelectric potentials of Ulmus tree prior to Tottori earthquake in Oct, 2000 [search@G] [search@A]
- 2003年9月26日十勝沖地震に先行する3観測点における植物生体電位異常について(E079 P003) [検索@G] [検索@A]
- Anomalous Tree Bioelectric Potential measured at 3 observation posts prior to 2003.09.26 Tokachi offshore Earthquake (E079 P003) [search@G] [search@A]